# Рикеза (Санта-Катарина)
Рикеза (порт. Riqueza) — муниципалитет в Бразилии, входит в штат Санта-Катарина. Составная часть мезорегиона Запад штата Санта-Катарина. Входит в экономико-статистический микрорегион Сан-Мигел-ду-Уэсти. Население составляет 4343 человека на 2006 год. Занимает площадь 190,279 км². Плотность населения — 22,8 чел./км².

## Статистика
- Валовой внутренний продукт на 2003 год составляет 35 209 621,00 реалов (данные: Бразильский институт географии и статистики).
- Валовой внутренний продукт на душу населения на 2003 год составляет 7459,67 реалов (данные: Бразильский институт географии и статистики).
- Индекс развития человеческого потенциала на 2000 год составляет 0,795 (данные: Программа развития ООН).